# اوالد لیندلف
اوالد لیندلف (انگلیسی: Ewald Lindloff؛ ۲۷ سپتامبر ۱۹۰۸ – ۲ مهٔ ۱۹۴۵) یک افسر وافن اس‌اس در دوران جنگ جهانی دوم بود و در ۳۰ آوریل ۱۹۴۵، زمان خودکشی هیتلر، در فورربونکر حاضر بود. لیندلف مسئول نابودسازی جسد هیتلر بود و بعدتر در هنگام حملهٔ غافل‌گیرانه در ۲ مهٔ ۱۹۴۵ بر اثر آتش سنگین کشته شد.